# HFC Haarlem in het seizoen 1978/79
Het seizoen 1978/1979 was het 25e jaar in het bestaan van de Haarlemse betaaldvoetbalclub Haarlem. De club kwam uit in de Eredivisie en eindigde daarin op de 16e plaats. Tevens deed de club mee aan het toernooi om de KNVB Beker, hierin werd in de tweede ronde, na strafschoppen, verloren van Noordwijk (2–2).

## Wedstrijdstatistieken

### Eredivisie
|       | Ajax  | AZ '67 | Feyenoord | Go Ahead Eagles | FC Den Haag | MVV   | NAC   | N.E.C. | PEC Zwolle | PSV   | Roda JC | Sparta Rotterdam | FC Twente '65 | FC Utrecht | Vitesse | FC Volendam | FC VVV |
| ----- | ----- | ------ | --------- | --------------- | ----------- | ----- | ----- | ------ | ---------- | ----- | ------- | ---------------- | ------------- | ---------- | ------- | ----------- | ------ |
| Thuis | 0 – 1 | 3 – 2  | 1 – 1     | 0 – 0           | 3 – 1       | 0 – 1 | 0 – 0 | 2 – 2  | 2 – 1      | 0 – 5 | 1 – 1   | 0 – 0            | 2 – 2         | 0 – 0      | 1 – 1   | 0 – 1       | 2 – 0  |
| Uit   | 4 – 1 | 3 – 0  | 5 – 0     | 2 – 2           | 3 – 1       | 1 – 1 | 1 – 1 | 0 – 1  | 2 – 0      | 4 – 1 | 2 – 1   | 0 – 1            | 7 – 2         | 4 – 0      | 2 – 2   | 4 – 0       | 1 – 0  |

### KNVB Beker
| 1e ronde                                       | Haarlem                               | 2 – 2 (1 – 1, 2 – 2) | Noordwijk                          |
| 14 oktober 1978 Plaats: Haarlem Jan Gijzenkade | Martin Haar 37' Piet van den Berg 70' |                      | 12' Hans Plaatzer 65' Ruud Bröring |

## Statistieken Haarlem 1978/1979

### Eindstand Haarlem in de Nederlandse Eredivisie 1978 / 1979
| Stand | Gespeeld | Gewonnen | Gelijk | Verloren | Punten | Doelpunten voor | Doelpunten tegen |
| ----- | -------- | -------- | ------ | -------- | ------ | --------------- | ---------------- |
| 16e   | 34       | 6        | 13     | 15       | 25     | 31              | 64               |

### Topscorers
| #                    | Naam              | Goal |
| -------------------- | ----------------- | ---- |
| 1.                   | Joop Böckling     | 5    |
| 1.                   | Piet Huyg         | 5    |
| 1.                   | Rob de Kip        | 5    |
| 4.                   | Martin Haar       | 3    |
| 5.                   | Dick Beek         | 2    |
| 5.                   | Piet van den Berg | 2    |
| 5.                   | Cees de Vries     | 2    |
| 8.                   | Wim Balm          | 1    |
| 8.                   | Frank van Leen    | 1    |
| 8.                   | Duncan Pratt      | 1    |
| 8.                   | Frans Reuser      | 1    |
| 8.                   | Chris Verkaik     | 1    |
| Onbekende doelpunten |                   |      |
| –                    | Onbekend          | 2    |
| Totaal               | Totaal            | 31   |

| #      | Naam              | Goal |
| ------ | ----------------- | ---- |
| 1.     | Piet van den Berg | 1    |
| 1.     | Martin Haar       | 1    |
| Totaal | Totaal            | 2    |

## Voetnoten
Ajax ·
AZ '67 ·
Feyenoord ·
Go Ahead Eagles ·
FC Den Haag ·
Haarlem ·
MVV ·
NAC ·
N.E.C. ·
PEC Zwolle ·
PSV ·
Roda JC ·
Sparta ·
FC Twente '65 ·
FC Utrecht ·
Vitesse ·
FC Volendam ·
FC VVV